# 프톨레마이오스 3세 에우에르게테스
프톨레마이오스 3세(그리스어: Πτολεμαῖος Εὐεργέτης, 기원전 284년경 ~ 기원전 222년)은 프톨레마이오스 왕국의 왕이다 (재위 기원전 246-기원전 221). 프톨레마이오스 2세의 아들로 페르시아에 빼앗겼던 이집트의 보물들과 이집트 신들의 신상들을 다시 찾았으며, 신전들에게 기부와 알렉산드리아 도서관의 도서 수집에도 노력하였다. 알렉산드리아에 있어서 지리학·천문학이 가장 번영한 시기를 이루었다.
| 전임 프톨레마이오스 2세 필라델포스 | 프톨레마이오스 왕조 기원전 246년 - 기원전 221년 | 후임 프톨레마이오스 4세 필로파토르 |